# 被奪走的十二年

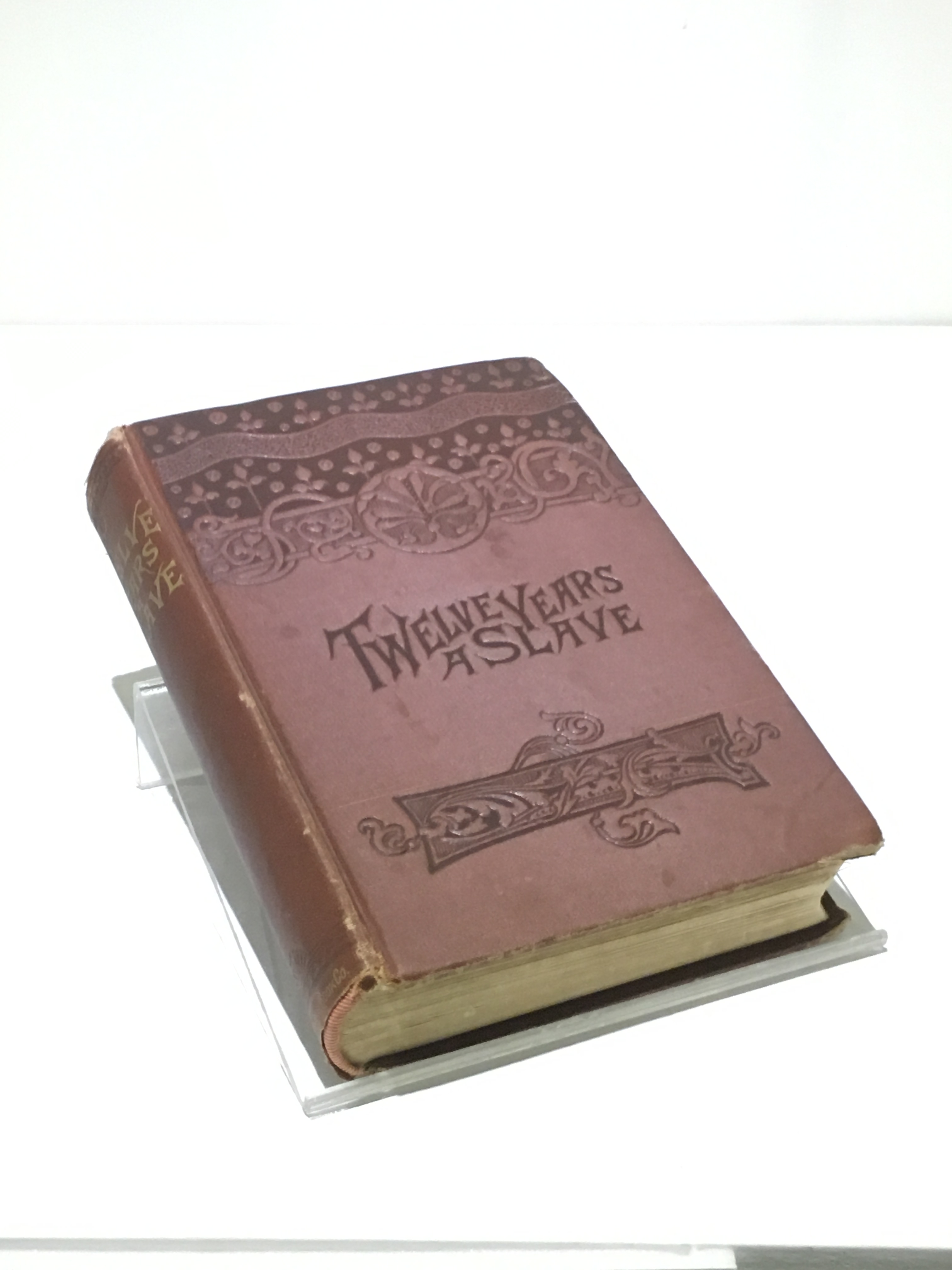
1892年出版的《被奪走的十二年》，現由金賽家族收藏

《被奪走的十二年》（英語：Twelve Years a Slave）是美裔黑人所羅門·諾薩普根據自身經歷的一部口述自傳，再由作家大衛·威爾遜編輯成書，於1853年出版。自傳講述諾薩普在華盛頓被綁架，再輾轉被賣到路易斯安那作為奴隸。由於此書描述了當時美國販賣黑奴的狀況，以及路易斯安那種植糖及棉花的貿易，因此《被奪走的十二年》極具歷史意義。同時間，自傳內容多次被改編成不同媒體，包括於2013年同時贏得金球獎最佳劇情片及奧斯卡最佳影片獎的電影《被奪走的十二年》。